# كولن ماكدونالد (لاعب هوكي الجليد)
كولن ماكدونالد (بالإنجليزية: Colin McDonald)‏ هو لاعب هوكي الجليد أمريكي، ولد في 30 سبتمبر 1984 في نيو هيفن في الولايات المتحدة.

## وصلات خارجية
- كولن ماكدونالد على موقع دوري الهوكي الوطني (الإنجليزية)
- كولن ماكدونالد على موقع EliteProspects.com (الإنجليزية)
- كولن ماكدونالد على موقع HockeyDB.com (الإنجليزية)
- كولن ماكدونالد على موقع Hockey-Reference.com (الإنجليزية)